# Västaustralisk skarv
Västaustralisk skarv (Microcarbo serventyorum) är en förhistorisk utdöd fågel i familjen skarvar inom ordningen sulfåglar som var endemisk för Australien. 
Fågeln beskrevs 1994 utifrån subfossila lämningar funna 1970 i ett sumpområde i Bullsbrook, Western Australia. Bäckenets utformning visar att den troligen var anpassad till att leva i små våtmarker med tät växtlighet, dammar och små åar. Dess vetenskapliga namn hedrar bröderna Dominic och Vincent Serventy för deras bidrag till kunskapen om Australiens skarvar.